# Procrateria basifascia
Procrateria basifascia är en fjärilsart som beskrevs av Elliot C.G. Pinhey 1968. Procrateria basifascia ingår i släktet Procrateria och familjen nattflyn. Inga underarter finns listade i Catalogue of Life.